# Rogoźnik (województwo dolnośląskie)
Rogoźnik (niem. Rosenig) – wieś w Polsce położona w województwie dolnośląskim, w powiecie legnickim, w gminie Ruja.

## Podział administracyjny
W latach 1975–1998 miejscowość położona była w województwie legnickim.

## Nazwa
W kronice łacińskiej Liber fundationis episcopatus Vratislaviensis (pol. Księga uposażeń biskupstwa wrocławskiego) spisanej za czasów biskupa Henryka z Wierzbna w latach 1295–1305 miejscowość wymieniona jest w zlatynizowanej formie Rosnik.

## Zabytki
Do wojewódzkiego rejestru zabytków wpisane są:
- kościół ewangelicki (ruina), z 1800 r.
- zespół pałacowy, z końca XVIII w., z drugiej połowy XIX w.
  - pałac
  - park